# Херман Шварц
Карл Херман Амандус Шварц (25. јануар 1843 — 30. новембар 1921) био је немачки математичар, познат по својим делима на пољу комплексне анализе. Рођен је у Хермсдорфу у Шлезији (сада Јерцманова, Пољска).
Шварц је радио у Халеу, Гетингену, а онда и у Берлину. Највише се бавио теоријом функција, диференцијалном геометријом и варијацијским рачуном. Постао је члан Краљевске академије. Његова дела укључују Bestimmung einer speziellen Minimalfl&#228;che, објављено 1871. године и Gesammelte mathematische Abhandlungen (1890). Био је студент Карла Вајерштраса, а сам је постао професор на Универзитету у Берлину 1892. године, где су му студенти, између осталих, били Липот Фејер, Паул Кебе и Ернст Цермело. Умро је у Берлину.